# Buchenprachtkäfer
| | |
| | |
| Abb. 1: Verschiedenen Ansichten                                                                                      | |
| | Abb. 2: Scheitel, Punktur längsrunzlig verflossen                                                            |
| | |
| Abb. 3: Kopf von vorn Lage unterer Augenrand und Fühlereinlenkung                                                    | Abb. 4: Kopf und Hals- schild von schräg oben Pfeilspitze auf Kiel                                           |
| | |
| Abb. 5: Halsschild grün: Kiel; gelb: Anschluss Halsschild an Flügeldecken ocker/weiß: Kiel und Rinne des Schildchens | Abb. 6: Kopf und Brust- abschnitt von unten orange: Kinnfortsatz grün: Prosternalfortsatz ocker: Hinterbrust |
| | |
| Abb. 7: Klauen beim ♀ (links) und beim ♂ (rechts) Pro: Vorder-, Meso: Mittel-, Meta: Hinterbein                      | |
| | |
| Abb. 8: Hinterschenkel von unten, Pfeilspitze auf äußere Hinterkante                                                 | |
| | |
| Abb. 9: Spitze der linken Flügeldecke                                                                                | Abb. 10: Fünftes Abdominalsternit                                                                            |

Der Buchenprachtkäfer (Agrilus viridis) ist ein Käfer aus der Familie der Prachtkäfer (Buprestidae). Der sechs bis neun Millimeter lange, metallisch glänzende Käfer ist nicht leicht zu bestimmen, da er in Farbe, Größe und Behaarung mit verschiedenen Varianten auftritt, die anderen Arten der Gattung Agrilus ähnlich sind. Die Gattung Agrilus ist in Europa mit etwa 72 Arten vertreten und der Buchenprachtkäfer gehört zum Agrilus viridis-komplex.  Inwieweit dieser Formenkreis in ökologische Rassen, Unterarten oder als eigenständige Arten aufgespalten werden muss, ist noch nicht geklärt. Bei Coleonet wird die Meinung vertreten, die an Buchen vorkommende Form als eigene Art Agrilus fagi zu führen, ebenso Agrilus nocivus, die übrigen unter eigenem Namen beschriebenen Formen jedoch nur als Varianten.
Im Gegensatz zu fast allen Prachtkäferarten ist der Buchenprachtkäfer nicht gemäß Bundesartenschutzverordnung gesetzlich besonders geschützt. Er wird auch in keiner Roten Liste geführt.

## Taxonomie und Etymologie
Die Erstbeschreibung des Buchenprachtkäfers erfolgte 1758 durch Linnaeus unter dem wissenschaftlichen Namen Buprestis viridis. Die Beschreibung enthält die Formulierung corpore viridi elongato (lat. mit grünem langgestrecktem Körper). So erklärt sich der Artname viridis (lat.grün).
Die Gattung Agrilus wurde von dem  Engländer Curtis 1825 aufgestellt. Den Namen übernimmt er von Megerle. Die Erklärung des Gattungsnamens Agrīlus ist unsicher. Sigmund Schenkling versieht seine Erklärung (von altgr. άγρα ágra, Jagd, Beute, und είλω  ēīlo, sich versammeln) mit einem Fragezeichen. Ein Bezug zu Eigenschaften der Arten der Gattung ist nicht erkennbar.

## Beschreibung
Die Beschreibung trifft auf den ganzen Formenkreis Agrilus viridis zu. Bei der großen Ähnlichkeit der Arten werden für die sichere Bestimmung viele Merkmale benötigt.
Der Käfer wird fünf bis zehn Millimeter lang. Die Männchen sind in aller Regel einfarbig, grün, oliv oder blau metallisch glänzend. Die Weibchen sind gewöhnlich zweifarbig, die Flügeldecken wie bei den Männchen blau oder grün, Kopf, Brustschild und Unterseite messingfarben bis rotgold (Taxobild). Die Behaarung der Käfer ist sehr kurz und unauffällig, so dass sie unbehaart erscheinen (in Abb. 9 am Flügeldeckenrand am besten erkennbar), bei manchen Tieren ist jedoch entlang der Flügeldeckennaht im hinteren Bereich eine feine helle Behaarung ausgebildet.
Der Kopf ist wie bei allen Arten der Gattung kurz, von oben gesehen etwa dreimal so breit wie lang. Die Augen sind groß und bedecken fast die ganze Seite des Kopfes. Ihr Hinterrand läuft in kleinem Abstand parallel zum Vorderrand des Halsschildes (schmale Wangen). Die elfgliedrigen Fühler sind ab dem vierten Glied nach innen erweitert (gesägt) und wenig höher als der Unterrand der Augen eingelenkt (Abb. 3). Beim Buchenprachtkäfer ist der Scheitel leicht gewölbt, die Stirn flach und undeutlich gefurcht. Der Kopf ist runzelig punktiert, und auf der Stirne und der Kopfoberseite ist die Punktur längsrunzelig verflossen (Abb. 2).
Der Halsschild trägt wie bei allen Arten der Gattung einen “doppelten” Seitenrand. Die unter dem eigentlichen Seitenrand liegende kielartige Erhöhung verläuft gegen die Basis des Halsschilds zu sehr eng neben diesem, nach vorn entfernen sich die beiden Ränder voneinander. Die kielartig erhobene Falte in der Hinterecke des Halsschildes ist beim Buchenprachtkäfer gekrümmt und nicht sehr stark ausgeprägt (grüner Pfeil in Abb. 4 und grün in Abb. 5). Von oben gesehen ist der Halsschild gerundet, an seiner breitesten Stelle doppelt so breit wie lang. Er verengt sich zur Basis hin geradlinig, die Hinterecken sind also nicht ausgezogen. Die schrägen seitlichen Eindrücke des Halsschildes sind nicht sehr ausgeprägt. Die Ausbuchtungen an den Seiten der Basis, in die die Basen der Flügeldecken eingepasst sind, sind winklig und nicht rund (Abb. 5, gelb). Der Halsschild ist gewellt querrunzelig und hat eine undeutliche Mittelfurche.
Das Schildchen ist wie bei den anderen Arten der Gattung dreieckig und spitz auslaufend und weist einen Querkiel auf (Abb. 5, ocker). Beim Buchenprachtkäfer ist der Querkiel markant und nach hinten von einer Querrille (Abb. 5, ocker) begleitet.
Die Flügeldecken enden jede für sich verrundet und mit einem fein gezähnten Rand. An der Basis besitzen sie je einen rundlichen Eindruck, seitlich davon eine scharf beulig vortretende Schulterecke. Im mittleren Bereich sind sie leicht nach innen ausgerandet und lassen seitlich einen Teil des Hinterkörpers unbedeckt. Danach verjüngen sie sich gleichmäßig, der Außenrand der Flügeldecken jedoch stärker, so dass er von oben gesehen unter dem Flügelumriss verschwindet. Vor der Spitze ist er jedoch, besonders bei den Weibchen, ausgeschweift und begrenzt auch von oben gesehen wieder die Flügeldecke. Entlang der Naht sind die Flügeldecken leicht eingedrückt, so dass die Naht im hinteren Bereich erhoben scheint.
Der Kinnfortsatz der Vorderbrust ist gut ausgebildet, sein Vorderrand in der Mitte nur flach ausgerandet, nicht winklig eingeschnitten (Abb. 6, orange). Nach hinten ist die Vorderbrust stark verlängert (Prosternalfortsatz, Abb. 6, grün). Zwischen den kugeligen Vorderhüften verläuft der Prosternalfortsatz parallel und wird nicht durch die Vorderhüften eingeengt. Danach verjüngt er sich in Form eines spitzen Dreiecks. Dabei überbrückt er die Mittelbrust, so dass diese geteilt erscheint. Die Spitze des Prosternalfortsatzes passt in eine Ausbuchtung der Hinterbrust (Abb. 6, ocker). Die Hinterhüften liegen breit der Hinterbrust an und sind nach außen stark verbreitert. Sie sind innen zur teilweisen Aufnahme der Hinterschenkel ausgehöhlt. Die Tarsen sind alle fünfgliedrig (Tarsenformel 5-5-5), das erste Tarsenglied des Hinterbeines ist etwa so lang wie die folgenden drei Tarsenglieder zusammen. Die Krallen am letzten Tarsenglied besitzen an der Basis einen Zahn, der bei den Weibchen kurz, breit und stumpf ist (Abb. 7 links). Für die Männchen existieren verschiedene Klauentypen. Beim Formenkreis Agrilus viridis sind die Zähne der Klauen der Hinterbeine wie die der Weibchen gebaut (Abb. 7 rechts Meta). Die  Zähne der Klauen an den Vorderbeinen dagegen lang und spitz und täuschen gespaltene Klauen vor (Abb. 7 rechts Pro). Am mittleren Beinpaar sind die Zähne an der außen liegenden Kralle wie bei den Hinterbeinen ausgebildet, die an der innenliegenden Kralle wie bei den Vorderbeinen (Abb. 7 Meso). Im Unterschied zu Agrilus suvorovi sind die äußeren Hinterkanten der Mittel- und Hinterschenkel nicht gezähnt (Abb. 8).
Von den fünf Abschnitten auf der Unterseite des Hinterleibs (Sternit) sind die ersten beiden verwachsen und bilden bei Agrilus den breitesten und längsten sichtbaren Hinterleibsabschnitt. Die folgenden Sternite verschmälern sich geradlinig, das letzte ist in Form eines Kreisausschnittes abgerundet und weist eine Randfurche auf. Diese ist beim Buchen-Prachtkäfer nicht nach innen ausgerandet.
Auch die Unterseite sind nur sehr spärlich und gleichmäßig behaart. In Abbildung 10 ist die Behaarung gut erkennbar. Am letzten sichtbaren Hinterleibssegment (5. Abdominalsternit) ist eine einfache deutlich sichtbare Randfurche ausgebildet, die hinten nicht eingebuchtet ist (Abb. 10).

## Biologie
Die Art lebt in Laubwäldern, wo sie auch am Waldrand und auf Lichtungen zu finden ist. Auch in Parks und Obstgärten ist sie anzutreffen. Die Käfer sitzen auf Gebüsch oder verschiedenen Bäumen. Die Larven entwickeln sich in geschädigten Laubhölzern, vor allem Weide, Birke, Buche, aber auch Erle, Hainbuche, Hasel, Ahorn, Kastanie und Linden, nicht jedoch Eiche. Die Stammform entwickelt sich in Weiden, die Form fagi in Buchen.

## Verbreitung
Die Art ist in Mitteleuropa, Russland, Kleinasien und Nordafrika beheimatet.